# Farmington (Missouri)
Farmington település az Amerikai Egyesült Államok Missouri államában, Saint Francois megyében, melynek megyeszékhelye is. Lakosainak száma 18 217 fő (2020. április 1.).

## Népesség
A település népességének változása:

| 2010 | 16 240 |
| 2020 | 18 217 |